# Invasie van Banu Nadir
De Invasie van Banu Nadir vond plaats in augustus 625 (rabi' al-awwal 4 AH). Naar verluidt hadden enkele leden van de joodse stam Banu Nadir een plan bedacht om Mohammed om te brengen.
Mohammed had een afspraak met leden van de Banu Nadir met betrekking tot het verhogen van bloedgeld. Een van de leden zou Mohammed proberen te vermoorden door vanaf een muur een steen op hem laten vallen. Volgens de overlevering zou Djibriel Mohammed hierover hebben geïnformeerd. Mohammed gaf de leden van de stam de keuze om binnen tien dagen Medina te verlaten of om gedood te worden. Het stamhoofd van de Banu Nadir gaf aan niet te zullen vertrekken. Hierop gingen de moslims over op een belegering. De leden van de Banu Nadir trokken zich trok in hun kastelen vanwaar ze stenen en pijlen op de moslims begonnen te schieten. Ze hadden een strategisch voordeel door de velden met palmbomen. De moslims besloten daarom de palmbomen om te hakken en te verbranden. Na zes of vijftien dagen besloten de leden van de Banu Nadir alsnog om Medina te verlaten. Het werd ze toegestaan zoveel bagage mee te nemen als hun kamelen konden dragen. Wapens mochten echter niet meegenomen worden. 600 kamelen vertrokken uit Medina, sommige op weg naar Khaybar, andere naar Syrië. Hun rijkdom, wapens, stukken land en huizen werden buitgemaakt door de moslims, alsmede 50 harnassen, 50 helmen en 340 zwaarden.